# Chorisodontium nigricans
Chorisodontium nigricans är en bladmossart som beskrevs av Brotherus 1924. Chorisodontium nigricans ingår i släktet Chorisodontium och familjen Dicranaceae. Inga underarter finns listade i Catalogue of Life.